# See Here, Private Hargrove
Pour plus de détails, voir Fiche technique et Distribution.
See Here, Private Hargrove est un film américain réalisé par Wesley Ruggles, sorti en 1944.

## Fiche technique
- Titre : See Here, Private Hargrove
- Réalisation : Wesley Ruggles
- Scénario : Harry Kurnitz d'après le livre de Marion Hargrove
- Direction artistique : Cedric Gibbons
- Photographie : Charles Lawton Jr.
- Montage : Frank E. Hull
- Musique : David Snell
- Pays d'origine : États-Unis
- Genre : comédie
- Date de sortie : 1944

## Distribution
- Robert Walker : Pvt. Marion Hargrove
- Donna Reed : Carol Holliday
- Keenan Wynn : Pvt. Mulvehill
- Grant Mitchell : Oncle George
- Ray Collins : Brody S. Griffith
- Chill Wills : Sergent Cramp
- Bob Crosby : Bob
- Marta Linden : Mrs Holliday
- Edward Fielding : Général Dillon
- Donald Curtis : Sergent Heldon
- Douglas Fowley : Capitaine R.S. Manville
- Parmi les acteurs non crédités :
- Morris Ankrum : Colonel Forbes
- Robert Benchley : Mr Holliday
- Ray Teal : Responsable des relations publiques
- Blake Edwards : Opérateur de terrain
- Frank Faylen : Policier
- Fred Graham : Soldat
- Myron Healey : Lieutenant
- Louis Jean Heydt : Capitaine
- Charles King : Lieutenant
- Lyle Latell : Marine
- Jack Luden : Docteur
- Dennis Moore : Directeur exécutif
- Mantan Moreland : Porteur dans le train